# 오태영 (1948년)
오태영 (吳泰榮)(1948년 4월 6일 ~ , 서울)은 대한민국의 작가이다. 

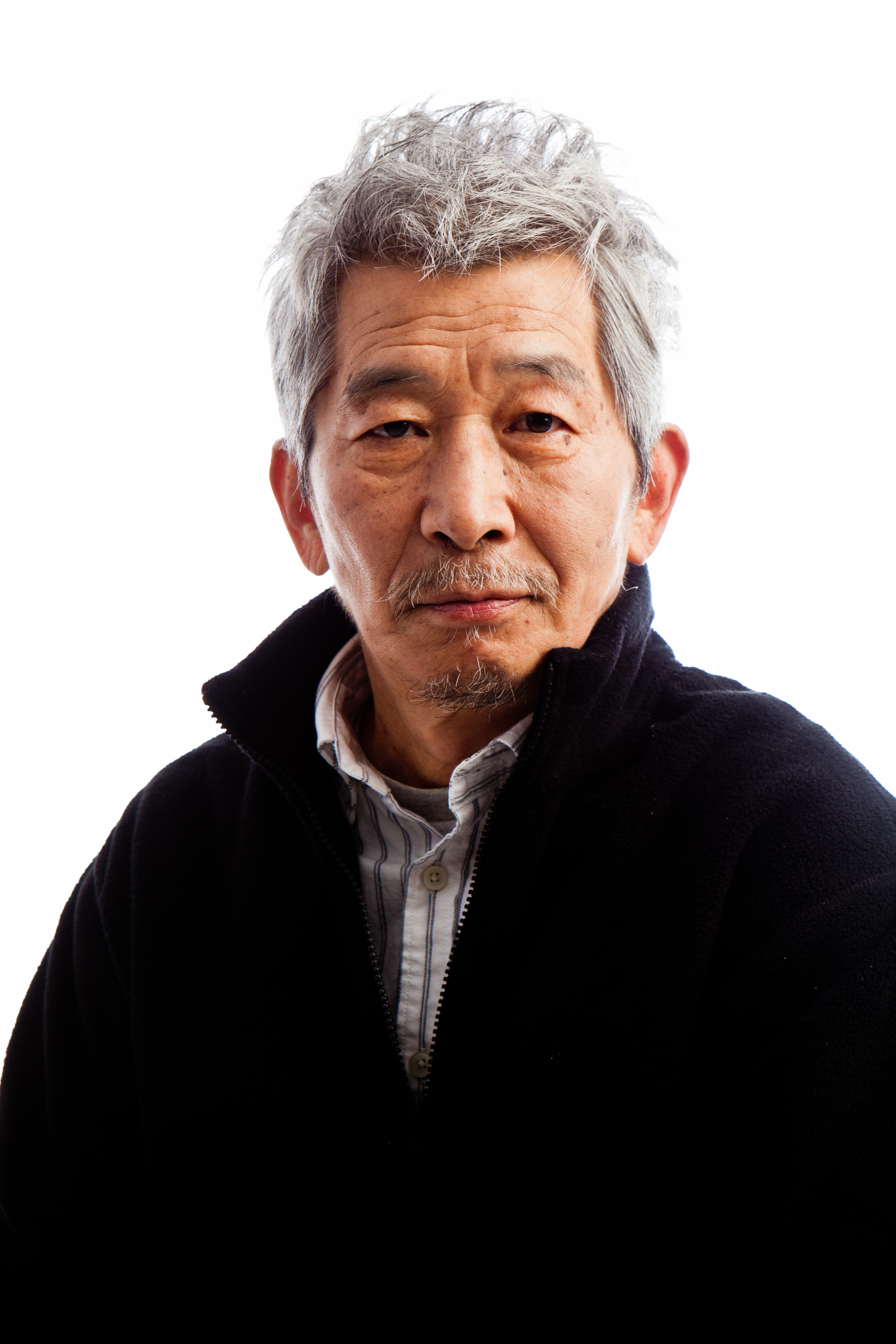
2020년 오태영 작가의 프로필 사진

1974년 서울예술대학 연극과를 졸업하고, 같은 해 《보행연습》이라는 작품이 중앙일보 신춘문예 희곡 부문에 당선되었다. 1979년 한국희곡작가협회에서 수여하는 제1회 희곡문학상을 수상하였으며, 수상작은 《연자매 우화》이다. 1980년대에는 '극단 76'에서 연출가 기국서와 《빵》, 《임금알》, 《바람 앞에 등을 들고》 등 여러 작품  활동을 활발하게 하였다. 1987년 희곡집 《바람앞에 등을 들고》(예니출판사)를 출판하였다. 그리고 1987년 희곡 《전쟁》으로 제32회 현대 문학상(희곡 부문)을 받았다. 2006년 《수레바퀴》로 제43회 한국문학상을 수상하였으며, 2013년 《끝나지 않은 연극》으로 서울연극제에서 작품상과 희곡상을 수상하였고, 《그림자 재판》 2023년 제6회 탄리문학상을 수상하였다.   
오태영은 1977년 제1회 대한민국연극제에 『난조유사(卵朝遺事)』 을 출품하여 상연을 앞두고 있었는데, 갑작스레 공연윤리위원회로부터 공연 불가 판정을 받는다. 그 이유는 이 작품이 한국의 고대 건국 신화를 왜곡하였을 뿐만 아니라, 박정희 정권 창출의 정당성을 비판했다는 것이다. 이처럼 오태영은 박정희 유신 정권의 문화 정책, 즉 ‘공연 윤리 강령’에 따른 연극에 대한 사전 검열 제도와 맞서 왔다. 결국  『난조유사(卵朝遺事)』는 1984년  『임금알』이란 제목으로 개작되어 공연되었다. 박정희  정권의 검열제도는 전두환 정권으로 이어진다. 

1988년 오태영의 《매춘》은 공연윤리위원회로부터 공연 불가 판정을 받았다. 그 이유는 반미 성향을 띠고, 미풍 양속을 해친다는 것이었다.  그러나  《매춘》의 내용 상 중앙정보부에 대해 비판이 담겼던 것이 결정적인 공연 불가 판정의 이유 중 하나로 추정된다. 오태영은  공연 불가 판정에 불응하여 《매춘》 공연을 강행하다가, 바탕골 소극장이 극장 폐쇄를 당하게 된다. 이러한 일련의 사건은 여론에서 연극에 대한 사전 검열 제도와 표현의 자유에 대한 사회적 논쟁을 촉발한다. 결국, 표현의 자유는 대한민국 헌법 제21조에 보장되어 있는 바, 1989년 연극에 대한 사전 검열 제도는 폐지되었다. 

그러다 10 여 년 간의 침묵을 깨고,  오태영은 1999년 《통일 익스프레스》를 발표하였다. 그 후, 통일 연극 시리즈로 《불타는 소파》, 《돼지 비계》, 《모텔 판문점》, 《할배 동화》 등을 발표하였다. 

오태영의 초기작, 즉, 1970~80년대의 작품은 우화적이고 알레고리인 수사를 통해 권력에 대한 풍자를 주제로 다루는 경우가 많았다. 그러한 작품의 예로 《임금알》과 《빵》을 들 수 있다. 그러나 그의 후기작, 즉 2000년대 이후의 작품은 한국 현대사의 감추어진 어두운 진실을 밝히는 방향으로 나아가고 있다. 그러한 작품의 예로 《부드러운 매장》, 《끝나지 않는 연극》 등을 들 수 있다. 

그의 저서 목록은 다음과 같다.
《바람 앞에 등을 들고》(예니출판사, 1987)
《불타는 소파》(창작마을, 2001)
《수레바퀴》(지성의 샘, 2006)
《임금 알》(지식을만드는지식, 2013)
《통일 익스프레스》(지식을만드는지식, 2013)
《빵》(지식을만드는지식, 2013)
《부활, 그 다음》(동행, 2013)
《모텔 판문점》(연극과 인간, 2019)
《그림자 재판》(평민사, 2021)